# Mezquita de Makam al-Nabi Sain
La Mezquita de Makam al-Nabi Sain (en hebreo: אלא נבי סעין; en árabe: الى النبي ساعين) es una mezquita situada a una altitud de 487 metros sobre el nivel del mar, en las afueras del noroeste de Nazaret, Israel. La mezquita se encuentra hacia el norte, a unos 150 metros al noreste de la iglesia Alzianit, con una vista panorámica del Valle de Jezreel Nazaret desde el sur, y de la Alta Galilea y Haifa Krayot al norte y al oeste. El nombre es a veces malinterpretado como Al Nabi Sain en árabe (النبي ساعين) que significa profeta Sa'in, pero en el Islam no hay un profeta llamado Sa'in.
La mezquita es una estructura de dos pisos en forma de un trapecio y tiene 20 metros de largo y 20 metros de ancho en su base. Cerca del frente norte frente a la calle se encuentra un balcón minarete octogonal donde cuatro ventanas rodean una torre alta, con una aguja en gris agudo.